# Словоформа
Словофо́рма — слово в узком смысле, то есть обладающая признаками слова цепочка фонем, формально отличающаяся от другой.
Ворон к ворону летит,

Ворон ворону кричит…А. С. Пушкин. Шотландская песня
Например, в строчках Пушкина представлено пять словоформ (ворон, к, ворону, летит, кричит), и только четыре лексемы (или сло́ва в наиболее распространённом смысле), поскольку словоформы ворон и ворону принадлежат одной и той же лексеме ворон: у них одинаковое лексическое значение, но разные грамматические значения (именительный и дательный падеж).
Словоформы одной лексемы образуют словоизменительную парадигму (ворон, ворона, ворону и т. д.).
Термин введён А. И. Смирницким.